# جاك أند دكستر: ذا بريكورسر ليجاسي
جاك أند دكستر: ذا بريكورسر ليجاسي (بالإنجليزية: Jak and Daxter: The Precursor Legacy)‏ هي لعبة منصات، صدرت في 2 ديسمبر 2001 حصريا على بلاي ستيشن 2، وهي متوفرة حاليا على أجهزة بلاي ستيشن 2 وبلاي ستيشن 3 وبلاي ستيشن فيتا. اللعبة من تطوير نوتي دوغ ومن نشر سوني إنتراكتيف إنترتينمنت. استغرقت فترة تطويرها 24 شهرا حيث بدأ تطويرها في يناير 1999، وكلفت 14 مليون دولار. بطل اللعبة جاك يحاول مساعدة صديقه دكستر بعد أن تحويل إلى مخلوق هجين بين ابن عرس والقضاعة.

## وصلات خارجية
- جاك أند دكستر: ذا بريكورسر ليجاسي على موقع IMDb (الإنجليزية)
- جاك أند دكستر: ذا بريكورسر ليجاسي على موقع ليتربوكسد (الإنجليزية)

- الموقع الرسمي